# Heinrich Bücker (Kirchenmaler)
Heinrich Bücker (auch Heinrich Friedrich Bücker sowie Fritz Bücker; geboren vor 1897; gestorben nach 1958) war ein deutscher Kunst- und Kirchenmaler sowie Restaurator.

## Leben
Bürgerlich als Johann Heinrich Friedrich Bücker bekannt, heiratete der berufliche Malergehilfe am 11. April 1896 in der Dreifaltigkeitskirche in Hannover Karoline Wilhelmine von der Heyde. Bücker wurde als „Dekorationsmaler“ erstmals 1897 im Adressbuch der Stadt Hannover verzeichnet, seinerzeit mit Wohnsitz in der Flüggestraße 28. Ab 1899 bewohnte er das Haus Große Pfahlstraße 16.
Aus der Ehe mit Karoline von der Heyde ist ein Kind bekannt. Am 17. September 1900 kam ihre Tochter Margarethe Maria Wilhelmine Bücker in Hannover zur Welt und wurde am 18. November 1900 in der Dreifaltigkeitskirche Hannover getauft.
Am 30. Oktober 1900 immatrikulierte sich Bücker als Gasthörer an der Technischen Hochschule Hannover. Ab 1902 durchlief er eine Ausbildung an der hannoverschen Handwerker- und Kunstgewerbeschule. Dort errang er im selben Jahr einen zweiten Preis im Wettbewerb „Dekoratives Malen“, zudem eine lobende Erwähnung für seine Arbeiten.
Nach dem Brand der Maria-Magdalenen-Kirche in Wildemann im Oberharz 1914 wurde „die wohlgelungene Ausmalung [der rekonstuierten Kirche] in hellen, lichten Tönen gehalten, von dem Kirchenmaler Bücker in Hannover ausgeführt.“
Ab 1914 verzeichnete das Adressbuch Hannovers „H. F. Bückers“ als Malermeister mit Wohnsitz Gretchenstraße 39. Das gleiche Periodikum gab ab 1923 bis 1939 den Kunstmaler Friedrich Bücker als Kunstmaler unter der Adresse Gretchenstraße 2 aus. Für die Zeit des Zweiten Weltkrieges fanden sich keine Adressangaben des Künstlers. Erst in der Nachkriegszeit konnte mit den hannoverschen Adressbüchern 1948/49 bis 1958 für den Kunstmaler Heinrich Bücker der Wohnsitz Weißekreuzstraße 28 nachgewiesen werden.

## Bekannte Werke (Auswahl)
- 1911: Freilegung und Restaurierung der Wandmalereien im Turmraum der Kirche in Lippoldshausen bei Hannoversch-Münden[1]
- zwischen 1911 und 1913: „Barocke“ Ausmalung der Kirche in Lauterberg[1]
- 1913–1914: Ausmalung der Kirche in Schnega[1]
- 1913–1914: Ausmalung der Kirche in Debstedt[1]
- ab 1914: Ausmalung der Maria-Magdalenen-Kirche in Wildemann[2]
- 1920: Freilegung und Restaurierung der Gewölbemalereien der Kirche in Visselhövede[1]
- zwischen 1923 und 1926: Ausmalung der Kirche in Wersabe[1]
- zwischen 1923 und 1926: Ausmalung des Rathauses in Schüttorf[1]
- 1927: Ausmalung der Kirche in Selsingen[1]
- 1928: Ausmalung der Kirche in Bad Rothenfelde[1]
- 1928: Ausmalung der Katharinenkirche in Osnabrück[1]
- 1929: Restaurierung von Ausstattungs-Gegenständen in der Kirche von Adelebsen[1]
- möglicherweise 1929 bis 1930: Freilegung und Restaurierung der evangelischen Kirche in Meppen[1]
- 1938 bis 1939: Restaurierung von Wandmalereien in der Kirche von Sandstedt[1]
- 1939: Freilegung und Restaurierung der Bartholomäuskapelle in Einbeck[1]
- 1939: Freilegung und Restaurierung der Malereien in der Kirche der Kircher Bauerschaft in Isernhagen[1]